# Mehun-sur-Yèvre
 Mehun-sur-Yèvre  es una población y comuna francesa, situada en la región de  Centro, departamento de Cher, en el distrito de Vierzon y cantón de Mehun-sur-Yèvre.

## Demografía
| 5700 | 5893 | 6902 | 7178 | 7227 | 7212 |
| Para los censos de 1962 a 1999 la población legal corresponde a la población sin duplicidades (Fuente: INSEE [Consultar]) |      |      |      |      |      |